# Kozí štít
Der Kozí štít (älter slowakisch Malý Jahňací štít; deutsch Gemsenspitze oder Gemsenberg, ungarisch Zerge-csúcs, polnisch Kozia Turnia) ist ein 2111 m n.m. (nach anderen Quellen 2107 m n.m.) hoher Berg in der Hohen Tatra in der Slowakei. Der Berg befindet sich im östlichen Teil des Seitengrats Kozí hrebeň (Gemsengrat), der vom Jahňací štít grob nach Südosten verläuft, und ist dessen höchste Erhebung. Nachbarerhebungen sind die Kozia kôpka (Gemsenkoppe), getrennt durch die Scharte Predná kozia štrbina (Östliche Gemsenscharte) im Westen und Zadná žeruchová veža (Westlicher Kressenturm) im Osten. Die Nordhänge des Bergs fallen Richtung Tal Dolina Bielych plies (Weißseetal) ab, die Südhänge ins Tal Červená dolina (Rotseetal) ab, beide im Talkomplex Dolina Kežmarskej Bielej vody (Weißwassertal).
Der Name stammt von Jägern und Raubschützen, die früher Gämsen in der Gegend jagten und sie als „wilde Ziegen“ oder eben kurz „Ziegen“ (slow. Sg. koza) bezeichneten. Somit hat der Name nichts mit Hausziegen gemeinsam, umso weniger mit Steinböcken (slow. Sg. kozorožec). Auf einer Karte aus dem Jahr 1898 erscheint der Name Pflockseekuppe nach der Lage über dem See Kolové pleso (deutsch Pflocksee). Am 8. Juni 1726 überquerte eine Kesmarker Studentengruppe um Georg Buchholtz d. J. den Seitengrat über eine nicht näher bestimmte Scharte, stand aber nicht auf dem Gipfel des Kozí štít. Die erste bekannte Besteigung ist nicht eindeutig gesichert: Nach Angaben des slowakischen Tatra-Historikers Ivan Bohuš erreichte Samuel Weber, ein evangelischer Pfarrer aus Spišská Belá (deutsch Zipser Bela), den Gipfel am 4. September 1895, im Alleingang ohne Bergführer oder Gesellen. Im Jahrbuch 1896 des Ungarischen Karpathenvereins berichtete er über den Aufstieg, die genaue Route vom See Žlté pleso (Gelber See) wurde aber nicht beschrieben, des Weiteren schloss er eine frühere Besteigung durch Jäger oder Raubschützen nicht aus. In anderen Quellen werden Janusz Chmielowski mit Klemens Bachleda und Jan Bachleda Tajber, die den Kozí štít am 15. September 1904 erreichten, als erste bekannte Besteiger angegeben.
Der Berg liegt abseits touristischer Wanderwege und ist offiziell nur für Mitglieder alpiner Vereine oder mit einem Bergführer zugänglich.